# Абакус
Абакус или абак је прва позната справа за рачунање старих Египћана, Грка, Римљана, Кинеза. Рачунаљка је била у облику плоче. Римски абак је био плоча подељена на пруге или правоугаона поља, по којима су се померали каменчићи или кости. Према положају каменчићу је припадала одређена месна вредност. Од латинског израза calculus - каменчић настало је израз calculare - рачунати. У Европи се римски абак местимично употребљавао до 16. века. Кинески абак је био оквир са напетим жицама на којима су нанизане куглице, свакој жици, одговарала је одређена месна вредност. Од кинеског развио се и јапански соробан на којем су унутар оквира на штапићима били нанизани двоструки чуњићи (4+1 на сваком штапићу). Соробан се у Јапану и данас понегде употребљава. Абак сличан кинеским и јапанском много се донедавно употребљавао и у Русији (СССР).
Данас је тешко замислити бројање и рачунање без писаних бројева, али некада нису ни постојали писани бројеви. Оно на чему се најраније рачунало били су прсти на рукама. Међутим за потребе трговине било је нужно смислити неко помагало које ће моћи да преброји и израчуна веће вредности. Једно од таквих помагала је био абакус. У народу је познат као справа (машина) за рачунање за децу. И дан-данас је распрострањена и употребљава се у многим крајевима света.

## Принцип рада
Абакус је најчешће направљен од дрвета. Састоји се од оквира са куглицама или каменчићима који су набодени на штапиће или жицу, или се куглице повлаче по изрезбареним отворима. Куглице или каменчићи својим положајем представљају вредност одређеног броја. Абакус омогућава и решавање мало компликованијих рачунских операција. Поред основних рачунских операција (сабирања, одузимања, множења и дељења) на њему је могуће и кореновање. Римским бројевима није било могуће вршити компликованије операције, тако да је руски абакус био нешто измењена верзија у односу на остале врсте абакуса.
Битно је нагласити да, колико год је абакус човеку помогао у рачунању, то није машина која је аутоматски решавала операције, већ се то рачунање вршило у људској свести. Абакус је био само механичко средство, које је служило човеку само као помоћ.
На абакусу се рачуна тако што се кроз додавање позитивних или негативних бројева, нова добијена сума непосредно подешава као резултат. При учењу коришћења абакуса најбитније је схватити како за сваку почетну цифру подесити цифру која се сабира, односно која се одузима од ње. Као последица сталног вежбања прсти сами „схвате“ шта треба да раде тада је бројеве могуће унети много брже, него на калкулатору. Уштеда времена је постојана у операцијама сабирања и одузимања. Множење, дељење и кореновање су засновани на вишеструком сабирању и одузимању.

## Историјат
О пореклу абакуса се расправља; зна се да су многе древне цивилизације користиле абакус као помагало у бројању и рачунању. Први абакуси су настали на просторима индо-кинеских култура од периода 1100. п. н. е. Једне од првих цивилизација које су користиле абакус су биле Кина и Месопотамија. Прва врста абакуса је била заснована на равној каменој плочи која је била посута песком или прашином, где су једним прстом или пером уписивали слова и речи. Бројеве су додавали уз помоћ каменчића и тако изводили рачунске операције. Од тада су се развиле различите врсте абакуса; најпопуларнији од њих су били направљени да би се на њима могло рачунати у декадном бројном систему. Употреба речи абакус датира још од 1387. када је енглески језик као позајмицу узео реч из латинског језика да би том речју означили пешчани абакус. Латинска реч потиче од речи абакос, што је облик генитива грчке речи абах (што значи табла за рачунање). Ова грчка реч је такође имала значење- табла посута песком или прахом на којој се цртају геометријске фигуре. Неки лингвисти тврде да ова реч: или има семитски корен, ābāq, хебрејска реч за - песак, или феничански корен, абак, са значењем песак, такође.

### Грчки абакус
Табла пронађена на острву Саламина 1846. датира из 300. п. н. е., што је најстарија откривена плоча намењена само рачунају. За ову таблу се претпоставља да је првобитно служила за игру. Он се састојао од табле и белих мермерних каменчића, дужине 149 cm, ширине 75 cm и дебљине 4,5 cm. У средини табле је био сет од пет паралелних урезаних линија подједнаког размака између вертикалних линија које их деле. Испод ових линија се налази широк простор са хоризонталном линијом. Испод ове линије је друга група од једанаест паралелних линија, опет подељених у два дела са линијом која је нормална са њима, али са полукругом на врху пресека; трећа, шеста и девета од ових линија су обележене крстићем где се налази пресек са вертикалном линијом.

### Римски абакус
Постојале су две врсте римског абакуса: калцули и ручни абакус, који су прављени од камена или метала. Абакус из Римског царства састоји се од осам дужих прореза у којима се налази по пет куглица и осам краћих прореза који су или са по једном куглицом, или су без куглица. Прорез обележен са I означавао је јединице, прорез означен са X означавао је десетице и тако даље до милиона. Куглице у краћем прорезу означавају пет јединица, пет десетица итд, веома значајно за би-квинарни систем, највероватније повезано са римским цифрама. Краћи прорези са десне стране могли су да се користе за прављење римских мерних јединица.
Рачунање је било засновано на вредностима куглица које су се повлачиле горе-доле по прорезу да би означиле вредност сваке куглице.

### Кинески абакус
Пре открића кинеског абакуса за рачунање и пребројавање користиле су се разне справе: штапови за рачунање, кости на којима су урезивали количину, или меру нечега. Суанпан (suànpám), како су га Кинези и називали, у основи је био сличан римском абакусу, само са мало другачијом конструкцијом, која је била намењена декадном и хексадекадном бројном систему. Његова висина је била око 20 cm (8 инча), а ширина је могла да буде различита, што је зависило од његове намене. Углавном су кинески абакуси били подељени на два дела од по седам редова. Сваки ред у горњем делу табле је имао по две куглице, а у доњем делу редови су имали по пет куглица прилагођено и за декадни и за хексадекадни бројни систем. Куглице су биле прављене од дрвета. Рачунало се њиховим померањем горе-доле. Кинески абакус је коришћен и у друге сврхе. За разлику од обичних дечјих рачунаљки, кинеским абакусом је могло да се врши множење, дељење и квадратни и кубни корен.
Веза између суанпана и римског абакуса постоји. Вероватно је један утицао на настанак другог. Уз то постоје и докази да су ова два царства сарађивала у трговини. Међутим, може да се деси да је веза између ове две справе случајна. Било како било, оба су своје рачунање заснивала на рачунању са десет прстију. Римски абакус је имао 4+1 куглицу за сваку децималну позицију (као и јапански абакус), а код кинеског абакуса је било 5+2 куглице до децималној позицији, што је дозвољавало да се решавају мало сложенија рачунања и аритметички алгоритми у хексадецималном систему. У кинеском и јапанском абакусу куглице се померају по жици, а код римског прорезе у којима су смештене куглице (или каменчићи), што је успоравало рачунање. Зато је римски абакус употребљаван само за простије рачунске радње. 12. новембра 1946. у такмичењу између кинеског абакуса и тадашњег калкулатора, абакус је победио са 4:1.

### Јапански абакус
је јапански абакус, модификована верзија кинеског суанпана. Овај абакус је настао око 1600. године, тада се појављује још и у Кореји. Јапански абакус, у односу на кинески, елиминисао је по једну куглицу из сваке колоне, а касније још по једну из сваке колоне из доњег дела табле и тако га начинили само за децимални систем. Јапанци су такође елиминисали и Quichu (кинеска табла за дељење), али кинеска табла за дељење је и даље наставила да се користи. Затим долази до борбе између табле за множење и табле за дељење. 1920. као „победник “ у школе улази табла за множење. Број штапића по којима су низане куглице су са 21 порасле прво на 23, 27, све до 31. Ово је омогућило представљање више различитих бројева и више цифара у исто време.
Соробан се изучавао као лекција из математике у основним школама, зато што је тако било најлакше представити декадни систем визуелно. Соробан је био око 8 cm висок. Куглице на соробану су обично биле спојене у групе од по две, да би се олакшало њихово померање. У основним школама ученици могу да користе две врсте соробана: први је имао по једну куглицу на свакој жици у горњем делу табле, а у доњем по пет куглица на свакој жици; други је имао по једну у горњем делу, а доњем по четири куглице на свакој жици. Без обзира на предност ручних калкулатора, неки родитељи пре шаљу децу у оне школе где ће рачунање прво учити на соробану, зато што је овај начин рачунања близак менталној аритметици.

### Руски абакус
Руски абакус, счёты, састоји се од једног оквира у ком се налазе жице на које је нанизано по десет куглица (осим једне на којој се налазе по четири куглице). Руски абакус се поставља вертикално са жицама слева надесно. Рачунаљка се доводи у почетно стање када су све куглице усмерене удесно.
Док се врши операција множења, куглице се померају налево. За лепши преглед две куглице (пета и шеста) у средини сваке жице су углавном другачије обојене од осталих куглица. Исто тако лева куглица на једној од хиљаде жица (или милион, зависи колико их има може такође бити различите боје). Руски абакус се и данас користи у трговини, у продавницама широм бившег Совјетског Савеза, иако се у многим школама више не учи на њему.

### Древни амерички абакус
Неки извори помињу и коришћење абакуса по имену непохуалтзинтзин у древној астечкој култури. Инке су користиле справу која је имала име quipu. Кипу је имао канап који је био постављен хоризонтално и висећу ужад. Ужад су била различитих боја, размак између чворова је био различит. Свака боја је имала своје значење, свако уже је било намењено за одређени појам или ствар. Али он је пре имао намену за бележење неких догађаја или за бројчани попис ствари једног домаћинства, него као алатка за рачунање. Неки научници тврде да то није био најранији облик нумеричке справе, већ један од најранијих облика писања. Као такав облик записа по научнику Грау Уртон-у, кипу је био један облик кода, слични бинарном коду у рачунарима. Инке су за рачунање користиле уупана, који је коришћен и после освајање Перуа. Принцип рачунања на овој справи био је непознат све до 2001. Упоређујући неколико уупана закључено је да је рачунање било као и код Фибоначијевог низа: 1,1,2,3,5,8…

### Школски абакус
Широм света абакуси се користе у предшколским установама и основним школама, као помагало у учењу основних рачунских радњи и аритметике. У западним земљама оквир са куглицама сличан је руском абакусу, само што они имају жице постављене усправно. Абакус се користи и као играчка, која се прави или од дрвета, или од пластике. Ова врста абакуса се користи да представи бројеве без додељивања вредности позицијама на којима се налази куглица. Свака куглица и свака жица имају исту вредност и служе за представљање бројева до сто. Док се множи куглице се померају удесно. Највећа образовна предност абакуса у односу на слободне куглице, јесте лакше учење у бројању и рачунању, тако да ученици науче да групишу ствари по десет, што је основа декадног бројног система.
У српском језику се користи термин - рачунаљка.

### Абакус код слепих
Абакус могу користити и особе који не могу да виде. Они га користе да представе математичке функције као што су множење, дељење, одузимање и сабирање, квадратни и кубни корен. Иза жица на којима су куглице ставља се гумени или неки други меки материјал да се куглице не би померале док слепи људи додирују прстима куглице.
У скорије време, абакус је замењен електричним калкулаторима са звуком, али само у оним земљама, где су приступачни и где могу да се приуште. Међутим и онде где је могуће приуштити ове калкулаторе, слепи се пре одлучују за абакусе. Слепа деца се у њиховим специјалним школама уче прво на овим справама да сабирају, па тек онда користе калкулаторе, као код деце која могу да виде, прво користе рачунаљке, па тек онда калкулаторе.